# Jack Black
Thomas Jacob "Jack" Black (født 28. august 1969 i Santa Monica, Californien, USA) er en amerikansk skuespiller, musiker, manuskriptforfatter, YouTuber og producent. Sammen med vennen Kyle Gass udgør Black den musikalske duo Tenacious D.
Jack Black medvirker i Double Fines konsolspil Brutal Legend.

## Filmografi
- En Minecraft Film (2025)
- Jumanji: Welcome to the Jungle (2017)
- Kung Fu Panda 3 (Animationsfilm) (2015)
- Goosebumps (2015)
- The D Train (2015)
- Sex Tape (2014)
- The Muppets (2011)
- The Big Year (2011)
- Bernie (2011)
- Kung Fu Panda 2 (Animationsfilm) (2011)
- Gullivers Travels (2010)
- Year One (2009)
- Tropic Thunder (2008)
- Kung Fu Panda (Animationsfilm) (2008)
- Be kind rewind (2008)
- Nacho Libre (2006)
- Tenacious D in The Pick of Destiny (2006)
- The Holiday (2006)
- King Kong (2005)
- Envy (2004)
- Stor Ståhaj (Engelsk version) (2004)
- School of Rock (2003)
- Ice Age (Engelsk vesion) (2002)
- Orange County (2002)
- Evil Woman (2001)
- Hals Store Kærlighed (2001)
- High Fidelity (2000)
- Cradle Will Rock (1999)
- Jesus' Son (1999)
- Bongwater (1998)
- Enemy of the State (1998)
- Johnny Skidmarks (1998)
- Sjakalen (1997)
- Bio-Dome (1996)
- Dead Man Walking (1996)
- The Fan (1996)
- Mars Attacks! (1996)
- Bye Bye, Love (1995)
- Hybridmanden (1995)
- Blind Justice (1994)
- The Neverending Story 3: Escape from... (1994)
- Airborne (1993)
- Demolition Man (1993)